# Natallja Safronawa
Natallja Safronawa (belarussisch Наталля Сафронава, engl. Transkription Natallia Safronava, geb. Klimovez; * 11. April 1974) ist eine belarussische Dreispringerin.
Bei den Leichtathletik-Europameisterschaften 1998 in Budapest wurde sie Siebte, bei den Leichtathletik-Weltmeisterschaften 1999 in Sevilla und bei den Olympischen Spielen 2000 in Sydney schied sie in der Qualifikation aus. 
2001 wurde sie Zwölfte bei den Weltmeisterschaften in Edmonton und gewann Silber bei der Universiade. Einem Aus in der Qualifikation bei den Weltmeisterschaften 2003 in Paris/Saint-Denis folgte ein 13. Platz bei den Olympischen Spielen 2004 in Athen.
Im Jahr darauf scheiterte sie bei den Weltmeisterschaften in Helsinki in der Qualifikation. Bei den Europameisterschaften 2006 in Göteborg wurde sie ebenso Achte wie bei den Leichtathletik-Halleneuropameisterschaften 2007 in Birmingham. In Göteborg startete sie auch im Weitsprung, kam aber nicht über die Qualifikation hinaus.
Natallja Safronawa ist 1,78 m groß und wiegt 62 kg.

## Persönliche Bestleistungen
- Dreisprung: 14,65 m, 3. Juni 2000, Minsk
  - Halle: 14,41 m, 1. Februar 2001, Samara
- Weitsprung: 6,66 m,  8. Juli 2006, Brest
  - Halle: 6,33 m, 4. Februar 2001, Stuttgart